# وباء (فيديو)

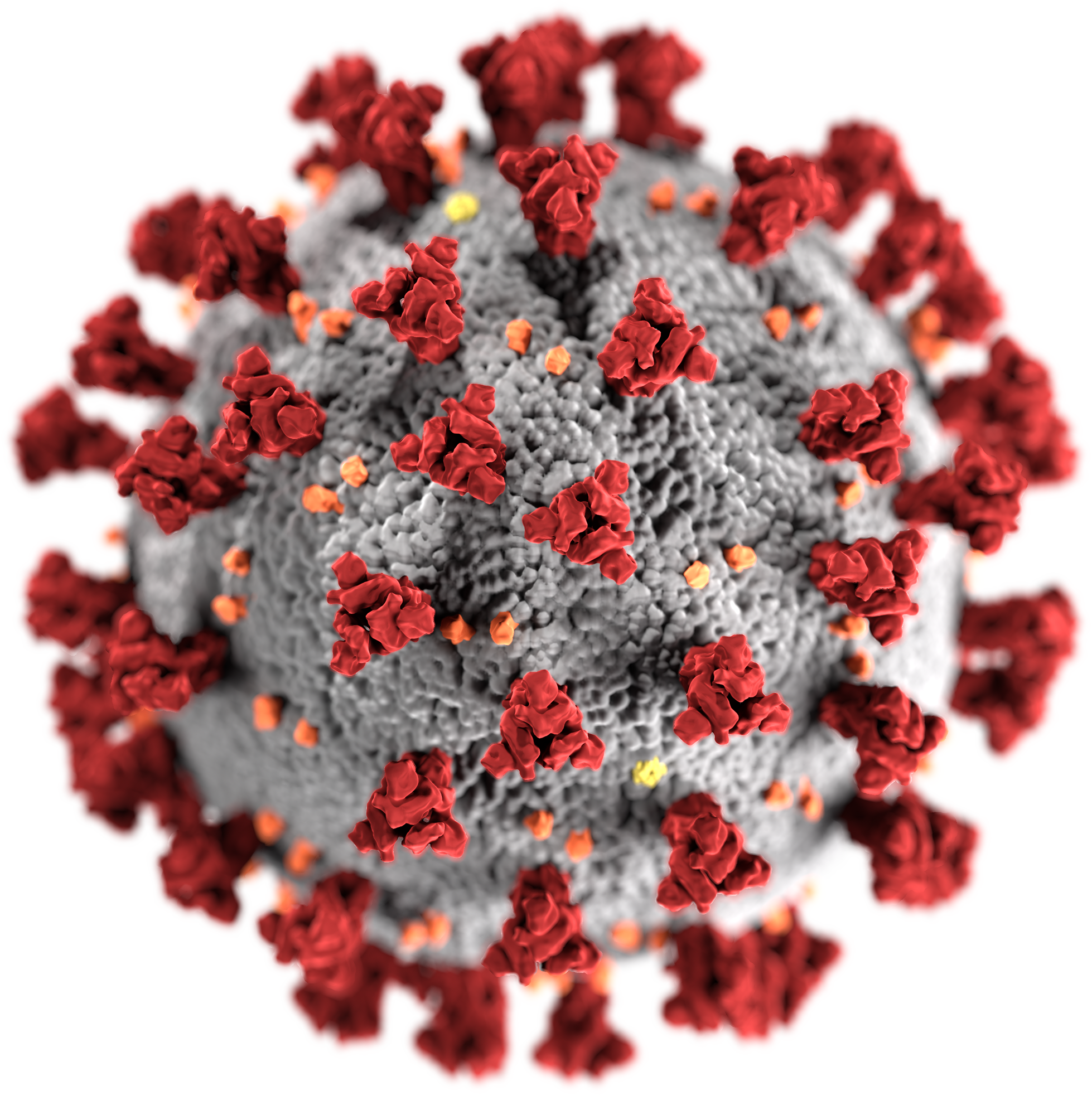

وباء هو مقطع فيديو لنظرية مؤامرة مدته 26 دقيقة تم إصداره في مايو 2020 والذي يروج لمجموعة متنوعة من الأكاذيب والتضليل فيما يتعلق بجائحة فيروس كورونا 2019–20. تم إنتاج الفيلم من قبل شركة الإنتاج Elevate التي يقع مقرها في ولاية ميكي ويليس بولاية كاليفورنيا، والتي أنتجت مقاطع فيديو مؤامرة أخرى في الماضي. يذكر منتجو الفيديو أنه مقطع دعائي لفيلم قادم سيصدر في صيف 2020. بطلان الفيديو هو مصداقية باحث طبي سابق تحولت إلى الناشطة المضادة للتطعيم جودي ميكوفيتس.
نشر الفيديو، الذي روج له منظري المؤامرة، انتشارًا سريعًا وفيروسيًا على وسائل التواصل الاجتماعي، وحصل على ملايين المشاهدات،  مما جعله «واحدًا من أكثر المعلومات المضللة للفيروسات التاجية انتشارًا». تمت إزالة الفيديو بواسطة منصات مختلفة، بما في ذلك Facebook وYouTube وVimeo وTwitter، بسبب محتواه المضلل وترويج معلومات كاذبة.
أصدرت مجلة ساينس مقالة افتتاحية للتحقق من مقطع الفيديو وتفاصيل عدم الدقة والمزاعم المضللة،  بينما انتقد العلماء والمهنيين الصحيين الفيديو لترويجهم معلومات مضللة ونظريات المؤامرة.

## الخلاصة
يروّج الفيديو للادعاء التآمري بأن اللقاحات «مؤسسة ربحية تتسبب في ضرر طبي». يأخذ شكل مقابلة بين و يليس و ميكوفيتس حيث تقدم ميكوفيتس العديد من الادعاءات غير المدعومة أو الكاذبة حول فيروس التاجي، وتاريخها المثير للجدل. سلط مدقق الحقائق PolitiFact الضوء على ثمانية ادعاءات كاذبة أو مضللة تم تقديمها في الفيديو، بما في ذلك:
- أن ميكوفيتس احتجز في السجن بدون تهمة. تم احتجاز ميكوفيتس لفترة وجيزة في الحبس الاحتياطي بعد اتهام من صاحب العمل السابق، معهد ويتيمور بيترسون، بالسرقة، ولكن تم إسقاط التهم. لا يوجد أي دليل يدعم ادعاءها أن دفاتر الملاحظات التي أزيلت من المعهد «زرعت» أو أن المعهد الوطني للحساسية والأمراض المعدية ومديره أنتوني فوسي قام برشوة المحققين.[2] عندما سُئل كل من ميكوفيتس وويليس اعترفا بأنه كان من الخطأ أن نقول أنها لم توجه لها اتهامات، وفي الواقع كانت تقصد إسقاط التهم، قائلة ميكوفيتس «لقد كنت مرتبكًا لمدة عقد من الزمان»، وأنه في في المستقبل ستحاول أن تكون أكثر وضوحًا عندما تتحدث عن التهمة الجنائية: «سأحاول أن أتعلم أن أقولها بشكل مختلف» [9]
- أن الفيروس تم التلاعب به. مقال في Nature يحلل الأصول المحتملة ويجد أن «تحليلاتنا تظهر بوضوح أن SARS-CoV-2 ليس بناءًا معمليًا أو فيروسًا يتم التلاعب به عن قصد».[10]
- أن الفيروس حدث من السارس -1 خلال عقد وأن هذا لا يتعارض مع الأسباب الطبيعية. هذا غير صحيح: SARS-CoV-2 مشابه ولكن ليس منحدرًا مباشرةً من SARS-CoV (SARS-1)، مع تشابه وراثي 79 ٪ فقط.[11]
- تتلقى المستشفيات «13000 دولار أمريكي من الرعاية الطبية إذا سمّتها COVID-19» عندما يموت مريض. تم تصنيف هذا الادعاء، الذي تم الترويج له من قبل The American Spectator و WorldNetDaily، [12] أنه «نصف حقيقي» من قبل PolitiFact [13] وSnopes :[14] دفع المبالغ ولكن المبلغ مفتوح للنزاع ولا يوجد دليل أن هذا يؤثر على التشخيص وفي الواقع تشير الدلائل إلى أن COVID-19، إذا كان هناك شيء، لا يتم تشخيصه بشكل كاف.[15]
- إن هيدروكسي كلوروكوين فعال ضد عائلات الفيروسات هذه. ينشأ هذا الادعاء بعمل ديدييه راولت، الذي تلقى بعد ذلك «بيان قلق» من محرري المجلة التي نُشر فيها.[16][17] فشلت دراسة NIH في إظهار أي فائدة وزيادة خطر الموت القلبي من تناول هيدروكسي كلوروكوين.[18]
- أن لقاحات الإنفلونزا تزيد من فرصة الإصابة بـ COVID-19 بنسبة 36٪. هذا الادعاء غير صحيح.[19][20] يسيء الادعاء تفسير ورقة متنازع عليها درست موسم الأنفلونزا 2017-2018، قبل جائحة COVID-19. الادعاء بأن لقاح الإنفلونزا يزيد من فرصة الإصابة بـ COVID-19 لا يظهر في الورقة الأصلية على الإطلاق. كتب وولف زيادة حالات الإصابة بالفيروس التاجي من 5.8٪ (غير مُلقح) إلى 7.8٪ (مُلقح) مع نسبة إحتمال 1.36 (1.14، 1.63) فاصل ثقة 95٪، وأبرزت الصحيفة، «لم يكن لدى الموظفين المُلقحين احتمالات كبيرة من أمراض الجهاز التنفسي.» [21] كانت الورقة تشير إلى فيروسات التاجية الموسمية (نزلات البرد)، ولكن تمت إضافة COVID-19 من قبل موقع المعوقين الإلكتروني.
- هذا «إذا كنت قد تلقيت لقاح الإنفلونزا من قبل، فقد تم حقنك بفيروسات كورونا». وقد تم فضح ذلك أيضًا، [22][23] لا تحتوي لقاح الأنفلونزا على فيروسات تاجية.[24]
- هذا «ارتداء القناع ينشط الفيروس الخاص بك حرفيا. إنك تمرض من تعابير الفيروسات التاجية التي أعيد تنشيطها». هذا الادعاء غير مدعوم بالأدلة. تمنع الأقنعة من انتقال الفيروس عن طريق الجو خاصة خلال فترة الأعراض (حتى 14 يومًا) عندما لا يدرك حاملو المرض حتى أنهم مصابون بالمرض.[25]

يلمح ميكوفيتس أيضًا إلى عدد من نظريات مؤامرة مكافحة اللقاحات المتعلقة بـ   بيل غيتس ومؤسسة بيل ومليندا غيتس، ولا سيما فكرة أن غيتس متورط في إحداث المرض من أجل الاستفادة من لقاح نهائي،  ويجعل كاذبًا ادعاءات غير مدعومة بأن الشواطئ يجب أن تظل مفتوحة لأن «الميكروبات العلاجية في المياه المالحة» و «التسلسلات» في الرمال «يمكن أن تحمي ضد الفيروس التاجي». يدعي الفيديو أن عدد وفيات COVID-19 تم الإبلاغ عنه عن قصد في محاولة للسيطرة على الناس.
تتضمن ائتمانات ويليس السابقة العديد من مقاطع فيديو نظرية المؤامرة  بالإضافة إلى التصوير السينمائي عن الخلايا العصبية إلى نيرفانا، وهو فيلم يقدم ادعاءات علاجية حول أدوية مخدرة.